# Gauthier (connétable)
Pour les articles homonymes, voir Gauthier.
Gauthier est un connétable de France du roi Philippe Ier (vers 1069).

## Biographie
Son existence est attestée par la présence de son seing sur la charte de fondation de l'église Saint-Germain de Pontoise (aujourd'hui église Saint-Martin), datée de 1069. Nous n'avons pas retrouvé de traces d'activités militaires.